# Brachicoma
Brachicoma (лат.) — род серых мясных мух из подсемейства Paramacronychiinae (Sarcophagidae).

## Распространение
Неарктика, Палеарктика и Юго-Восточная Азия.

## Описание
Первый членик жгутика усика (флагелломер 1) тёмно-коричневый до чёрного; пальпус коричневый до чёрного; ариста микропузырчатая, с самыми длинными волосками не более 0,253 наибольшего диаметра аристы; ряды лобных волосков слегка и плавно расходятся вперёд; бедро самца прямое и не особенно утолщённое («нормальное»); церкус самца изогнут вперед; фаллос компактный с акрофаллусом, скрытым в небольшом, похожем на капюшон расширении фаллической трубки.
- B. albibarbe (Robineau-Desvoidy, 1863)
  - =Oppia albibarbis Robineau-Desvoidy, 1863
- B. asiatica Rohdendorf & Verves, 1979[11]
- B. borealis Ringdahl, 1932[12]
- B. devia (Fallén, 1820)
  - =Tachina devia Fallén, 1820
- B. floralis (Robineau-Desvoidy, 1863)
  - =Oppia floralis Robineau-Desvoidy, 1863
- B. nigra Chao & Zhang, 1988[13]
- B. papei Verves, 1990[14]
- B. sarcophagina (Townsend, 1891)[7]
  - =Laccoprosopa sarcophagina Townsend, 1891
  - =Kennesawmyia truncatipeennis Dodge, 1956
- B. setosa Coquillett, 1902[15]
- B. tristis (Robineau-Desvoidy, 1863)
  - =Oppia tristis Robineau-Desvoidy, 1863